# 永義足球隊
永義足球隊（簡稱永義，英文：Wing Yee Football Team），是一支香港的足球隊，於2006年由前星島及愉園足主官永義借用城市體育中心有限公司（簡稱城市）會籍開始參賽，現於香港乙組聯賽作賽。

## 球隊歷史
2005–06年度球季香港丙組(甲)聯賽，城市19戰1勝1和17負只得4分的劣績，在20支球隊中名列榜尾。其後於丙組榜末附加賽，一勝二和得五分，憑較佳得失球壓道葵青區體育會（葵體）位列第二。不過在附加賽中，城市和中西區打成 7–7 的和局，令城市可避免出局命運，引起了做假的質疑。
2006年開始借用城市體育中心有限公司（簡稱城市）會籍開始參加香港丙組(甲)聯賽。其主教練兼球員李雪輝亦是警察足球隊一代名將。
2007–08年度，永義香港丙組(甲)聯賽以13勝5和的不敗良績，以44分奪得冠軍，其後在丙組總決賽，以2勝1和得7分成績，僅因得失球率不及沙田，獲得總亞軍，得以首次升上乙組作賽。
值得一提的是，在2008年11月16日在九龍灣公園球場上演的乙組聯賽，永義憑藉丘平楷個人梅開二度，以 2–0 擊敗沙田，令沙田錄得近兩屆首場敗仗，亦打破沙田以不敗姿態升班的宏願。
2011年6月，香港足總在周年同人大會通過，城市體育中心的參賽會員資格轉予永義足球隊，永義遂成為足總正式會員。

## 球隊近況
2008–09年，以18戰9勝1和8負得28分的成績，在香港乙組足球聯賽以第4名完成聯賽，前鋒丘平楷更以30個入球，成為今屆乙組聯賽神射手。
2009–10年，球隊陣容中擁有蔣世豪、李培、黃志輝、何志榮、陳樹明、鍾健希、郭裕洪等前甲組甲組球員，班主官永義亦不時為球隊客串上陣，亦表示無意上甲組比賽，最終獲得乙組聯賽第五名。
2015–16年重返甲組，羅致李圳業、羅振邦及迪天奴增強實力。
2019一20球季簽入右閘馬肇均、中堅釗域亞歷山大及前鋒蔡國威。
2020一21球季簽入張澤瑋及前鋒沈國強。
2021一22球季簽入中場黃獻中及前鋒陳廣豪。前鋒迪天奴退役、轉做足球教練。中場美菲荷利轉投港超球會香港足球會。
2O23一24球季永義羅致港會「孖寶」鋒力增，李圳業執教鞭，嚴啟華，李頌來投
流浪現役港超腳盧均宜未雨綢繆應公民邀請出任該隊主教練，另一港甲球隊永義亦有「好波之人」踢而優則教，效力永義多年的前港腳李圳業，今季獲擢升為教練，代替「登陸」求休的周志成成之教練空缺。
永義地產上季聯賽26戰41分名列第七位，該隊今季教練團稍有變動，由於周SIR請辭並獲得班主官永義接納，總監兼總教練李雪輝決定不假外求，從內部擢升李圳業為教練，沈國輝為助教，以加強教練團隊的陣容及分工，不過，這「圳業」及「大佬」仍會繼續註冊，以備不時之需。
今季永義地產基本上保留了舊有班底，陣中主力球員包括前鋒陳廣豪、前鋒蔡國威、龍門王子謙，右閘沈國輝、右閘洪政業、中堅亞歷山大、朱嘉津，黃獻中、鄭俊毅及胡文俊等悉數留效，並從港超球會中吸納了三名華、洋球員，包括前深水埗隊長嚴啟華、以及兩名身高腳長兼有技術的港會球員安東尼及左中場羅賓士高。另外，從港甲「雙冠王」中西區撬走李頌及從南區簽下U22球員前鋒冼柏德，令該隊的兵源調動及板櫈深度大為改善。
總監李雪輝坦言今季在組軍上「喜出望名外」，前季因成全中場美菲何利讓其重返港會以圓「港超夢」，一季後這名進攻中場信守承諾歸隊，更引蔫兩名港會隊員給己隊，惟因某些原因未能成事，但今季卻一拍即合，最近，舊援門將基力士返港也有意回巢助拳，但球隊三個外援名額爆滿，愛莫能助。
「輝哥」認為，球隊在獲得安東尼這類技術型中場及具備「派牌」能力，正正可以減輕、甚致代替李圳業領軍的責負，從而讓「圳業」由場內抽身至場外，注專教練工作，希望此新嘗試可以為球隊帶新景象。
現年42歲的李圳業坦言季前熱身賽「有得睇、冇得踢」有點不習慣，但明白球員總有退下來的一天，適逢周SIR退休及「輝哥」給予機會下，故今季接受挑戰試執教鞭，從季前友賽觀察，球隊有陳廣豪及新人安東尼領軍下，中場運作及磨合方面都較預期為佳，加上今季後防增添了嚴啟華及李頌兩名有能力及活力的華將鎮守，配合釗域亞歷山大及黃獻中等舊將，球隊不論進攻和防守都比上季增強，期待新球季永義有新配搭組合可以煥然一新及產生化學作用，為球隊帶來新氣象。
至於目標，「圳業」跟李總監都「異口同聲」要力爭前四，前者承認今季中西區及九龍城都「人強馬壯」，甚至「升班馬」三昇「牌面」也不弱，但強調永義有能力跟列強爭一日之長，只不過陣中部份球員乃公務人員，令球隊陣容經常面對不確定性，加上每周亦只得一課練習，相對於其他港甲球隊有兩至三課的操練，這方面相對較為吃虧。
在永義經歷球員及教練階段逾十載的前港腳周志成感謝官生過去一直的信任，以及隊員的支持和總監李雪輝的合作無間，今次請辭粹純想多點時間伴陪家人和休息，畢竟已屆六十歲，難再兼顧永義及協康會（筲箕灣）的教練工作，由於社區中心方面希望我繼續帶領有特別需要關愛的球隊，故此，決定放棄永義的教練工作，不但獲得官老板體諒及成全，更在新啟用的永義足球中心免費提供每周一節的場地作協康會球隊訓練之用，實在是隊員之福，也彰顯官生關顧社區弱小的一群，未來，永義球隊作賽或其他活動，有閒時定當出席支持。
永義足球隊今季職、球員名單﹕總監兼總教練李雪輝、教練李圳業、助教王耀東、沈國輝、球員鄧梓良、龍門王子謙、利沛坤、右閘沈國輝、右翼胡文俊、前鋒蔡國威、右閘洪政業、中堅釗域亞歷山大、朱嘉津、攻擊中場美菲何利、前鋒陳廣豪、官永義、官俊傑、呂皓楊、中場馮梓軒、中場黃獻中、防守中場嚴啟華、中場安東尼、左翼羅拔士高、吳桓陞、前鋒李俊霆、李頌及前鋒冼柏德。
2O24一25年球季陣容，李振楚，林傑榮，朱皓林，中場廖瑋楊，中場美菲何利，曾奕迅，Nicholas David Light，梁臻杰，Mattew David Hoare，Singh，NavaIdeep，陳樂珩，鄧梓軒，Pang,Ricky Ho Yan，Adanou  Mamadou，Parfait，陳卓熹，黃冠基，王卓樂，劉顥為，林籽峰，李圳業，柯兆源，雷駿輝，許國新，張凱量，李浚晞，吳鏵昇，James Mannix Fu，莊焯行。

## 球隊球場
2023年2月，永義向政府申請成功、在官塘牛池灣配水庫興建標準十一人足球場、是繼港會、南華、傑志後、第四支球隊擁有自己私人訓練場地。永義班主官永義說牛池灣配水庫球場最快5月完工啟用。2023年8月6日，已經興建了真草足球場，鋪上質感幼細的百慕達草，待完成供電以及搭建貨櫃作更衣室和休息室之後便會對外開放，並開始招生。牛池灣配水庫足球場主要是日間運作，以牛池灣足球學校名義招收成人學生，並以永義足球中心名號招收青少年球員，可以劃成一個11人真草場及2個7人真草場，靈活安排運用方法。

## 球隊榮譽
| 榮譽              | 次數        | 年度        |
| 本 土 聯 賽       | 本 土 聯 賽 | 本 土 聯 賽 |
| ----------------- | ----------- | ----------- |
| 乙組聯賽 冠軍     | 1           | 2014–15年   |
| 丙組(甲)聯賽 冠軍 | 1           | 2007–08年   |

## 職球員名單

### 管理層名單
| 主席：     | 官永義 |
| 副主席：   | 官俊廷 |
| 球會顧問： | 賴羅球 |

### 職員名單
- 總監：迪達
- 主教練:迪天奴
- 助教：基藍馬
- 助教: 福保羅

### 球員名單
| 號碼   | 國籍   | 球員名字                                   | 出生日期       | 加盟年份 | 前屬球會 |
| 守門員 | 守門員 | 守門員                                     | 守門員         | 守門員   | 守門員   |
| ------ | ------ | ------------------------------------------ | -------------- | -------- | -------- |
| 1      | 香港   | 保羅（Paulo César da Silva Argolo）        | 1986年3月27日  | 2025年   | 中西區   |
| 33     | 香港   | 賀蘭特（Rudolf Karel Hollaender）          | 1968年11月24日 | 2025年   | 自由身   |
| 85     | 香港   | 馬浩龍（Issey Jose Maholo）                | 1985年3月24日  | 2025年   | 自由身   |
| 後衛   |        |                                            |                |          |          |
| 2      | 香港   | 列斯奧（Fernando Recio Comi）              | 1982年12月17日 | 2025年   | 自由身   |
| 3      | 香港   | 亨利（Henry Baise Okwara）                 | 1992年4月16日  | 2025年   | 虎門     |
| 4      | 香港   | 科夫（Wisdom Fofo Agbo）                   | 1979年6月25日  | 2025年   | 自由身   |
| 5      | 香港   | 基藍馬（Jean Jacques Kilima）              | 1985年10月13日 | 2025年   | 東區     |
| 7      | 香港   | 法圖斯（Festus Baise）                     | 1980年4月11日  | 2025年   | 自由身   |
| 15     | 香港   | 羅拔圖（Roberto Orlando Affonso Júnior）   | 1983年5月28日  | 2025年   | 自由身   |
| 22     | 香港   | 杜馬思（Tomas Maronesi）                   | 1985年4月7日   | 2025年   | 中西區   |
| 44     | 香港   | 法比奧（Fabio Lopes Alcantara）            | 1977年3月24日  | 2025年   | 自由身   |
| 77     | 香港   | 迪達（Celistanus Tita Chou）               | 1985年10月2日  | 2025年   | 虎門     |
| 中場   |        |                                            |                |          |          |
| 6      | 香港   | 友友（Yaw Anane）                          | 1982年9月30日  | 2025年   | 自由身   |
| 7      | 香港   | 徐德帥（Xu deshuai）                       | 1987年7月13日  | 2025年   | 自由身   |
| 8      | 香港   | 麥保美（Eugene Petit Mbende Mbome）        | 1986年8月29日  | 2025年   | 虎門     |
| 12     | 香港   | 安達（Aender Naves Mesquita）              | 1983年2月12日  | 2025年   | 東區     |
| 15     | 香港   | 約翰艾馬（Emannuel John）                  | 1989年4月12日  | 2025年   | 虎門     |
| 30     | 香港   | 賓曹（ Wilfred Ndzedzeni Bamnjo）          | 1980年3月27日  | 2025年   | 虎門     |
| 87     | 香港   | 中村佑人（Nakamura Yuto）                  | 1987年1月23日  | 2025年   | 自由身   |
| 89     | 香港   | 利馬（Joao Emir de Porto Pereira）         | 1989年3月17日  | 2025年   | 東區     |
| 99     | 香港   | 福保羅（Paulo Robspierry Carreiro）        | 1983年1月16日  | 2025年   | 公民     |
| 前鋒   |        |                                            |                |          |          |
| 9      | 香港   | 迪天奴（José Wellington Bento dos Santos） | 1973年9月11日  | 2025年   | 自由身   |
| 11     | 香港   | 蘇沙（Wellingsson Paixao de Souza）        | 1989年9月7日   | 2025年   | 中西區   |
| 15     | 香港   | 安基斯（Christian Kwesi Annan）            | 1978年5月3日   | 2025年   | 中西區   |
| 23     | 香港   | 麥基（Jamies Anthony Mckee）               | 1987年4月14日  | 2025年   | 自由身   |
| 25     | 香港   | 王卡立（Caleb Tochukwu Maranatha Ekwegwo） | 1988年8月1日   | 2025年   | 和富社企 |
| 33     | 香港   | 高梵（Godfred Karikari）                   | 1985年3月11日  | 2025年   | 自由身   |
| 88     | 香港   | 艾力士（Alexander Oluwatayo Akande ）      | 1989年2月6日   | 2025年   | 自由身   |

## 歷任主教練
- 李圳業(2023年一)
- 周志成(2O12年一2023年)(60歲退休，前香港代表隊成員，八十年代尾，九十年代初隊員之一，前香港警察，暫時是最後一個香港警察入選香港代表隊球員)

## 歷任助理教練
- 沈國輝(2023年一)
- 王耀東(2O2O年一)
- 李培(x年一x年)
- 郭從有x年一x年)

## 曾效力球員
本地球員
| - 陳樹明 - 鍾健希 - 關裕堅 - 蔣世豪 - 郭裕洪 - 丘平楷 - 何志榮 - 甄柏朗 - 李培 |

外援球員
| - 奧利華 - 基哈查 - 迪天奴（José Wellington Bento dos Santos） |

## 外部連結
- 永義足球隊的Facebook專頁
- 香港足球總會 （页面存档备份，存于）